# Pie noire russe
La pie noire russe (русская черно-пестрая корова) est une race bovine laitière originaire de Russie. Son standard a été officialisé en 1959,.

## Origine
La sélection systématique de la pie noire russe commence en 1925 avec l'importation de vaches de Hollande, d'Allemagne et des pays baltes. La race est issue de croisements avec des vaches locales et la pie noire allemande (Deutsches Schwarzbuntes Niederungsrind, plus petite que la holstein), venue de Hollande, ainsi que des vaches de Frise-Orientale. Elle se répand rapidement en Russie centrale, en Ukraine et en Sibérie, en Biélorussie et en Transcaucasie. Près de 5 000 vaches sont encore importées de Hollande pour la sélection entre 1957 et 1965. Au début de 1980, le nombre de sujets de la race pie noire russe (en dehors des pays baltes) était de 16,5 millions. Il s'agissait alors de la deuxième race la plus commune du pays.
En 2017, il s'agit de la troisième race répandue en fédération de Russie derrière la rouge et la simmental.

## Description
C'est une excellente vache laitière avec des records de 10 000 litres par an pour 3,8-3,9 % de matière grasse. Elle présente une tête petite et courte. Sa robe est pie noire. Sa constitution est sèche avec une ossature légère et des pis développés. Le veau de dix-huit mois atteint entre 322 et 370 kg. Les animaux de Russie centrale sont les plus forts avec un poids compris entre 550 et 650 kg et une conformation plus compacte, plutôt courts sur pattes et une production de lait pouvant atteindre en moyenne 6 500 litres par an. Les animaux élevés dans l'Oural et en Sibérie sont plus légers (550 kg maximum), avec une production de lait entre 5 000 et 6 000 litres.